# Eurhodia
Eurhodia is een geslacht van zee-egels uit de familie Cassidulidae.

## Soorten
- Eurhodia corralesi Sánchez Roig, 1951 †
- Eurhodia elbana Cooke, 1942 †
- Eurhodia falconensis Jeannet, 1928 †
- Eurhodia freneixae Roman & Gorodiski, 1959 †
- Eurhodia holmesi (Twitchell, 1915) †
- Eurhodia morrisi (Haime, 1853) †
- Eurhodia relicta Mooi, 1990